# Perilissus rutilus
Perilissus rutilus là một loài tò vò trong họ Ichneumonidae.